# NGC 4625
NGC 4625 is een balkspiraalstelsel in het sterrenbeeld Jachthonden. Het hemelobject ligt 31 miljoen lichtjaar van de Aarde verwijderd en werd op 9 april 1787 ontdekt door de Duits-Britse astronoom William Herschel.

## Synoniemen
- IC 3675
- IRAS 12395+4132
- UGC 7861
- KCPG 349B
- MCG 7-26-38
- KUG 1239+415
- ZWG 216.18
- Arp 23
- PGC 42607